# Holyhead (stacja kolejowa)
Holyhead (ang: Holyhead railway station, walijski Caergybi) – stacja kolejowa w Holyhead, w hrabstwie Anglesey, w Walii, w Wielkiej Brytanii. Jest zachodnim krańcem North Wales Coast Line i jest zarządzana przez Arriva Trains Wales, choć jest również obsługiwana przez Virgin Trains.
Pierwsza stacja w Holyhead została otworzona przez Chester and Holyhead Railway 1 sierpnia 1848, ale została zastąpiona przez drugą we wrześniu 1851 roku. Obecny dworzec został otwarty przez LNWR w dniu 17 czerwca 1880 roku i wciąż zachował swój oryginalny dach. Pierwotnie miał cztery tory, ale tylko trzy są obecnie w użyciu. Tor pierwszy (po zachodniej stronie stacji) jest oddzielony od pozostałych dwóch przez terminal promowy oraz port wewnętrzny i jest zwykle używany przez pociągi do Londynu; większość pozostałych pociągów używa toru drugiego (tor czwarty jest używany tylko od czasu do czasu).

## Usługi
Istnieje podstawowe cogodzinne połączenie przez cały tydzień (choć rzadziej na zimowe niedziele) do Chester przez Bangor, Llandudno Junction, Colwyn Bay, Rhyl, Prestatyn i Flint.
Istnieją także połączenia do London Euston (pięć razy każdego dnia tygodnia, cztery w sobotę, trzy w niedzielę), Cardiff Central i Birmingham International (te ostatnie w dwugodzinnej częstotliwości od poniedziałku do soboty). W niedziele uruchamiane są połczenia do Crewe.
Stacja Holyhead jest wbudowana w Holyhead Ferry Port, który oferuje kilka rejsów dziennie do Dublina i Dún Laoghaire.
Na przełomie 2009/10 z usług stacji kolejowej skorzystało 0,186 mln pasażerów.